# Judit Carrera Escudé
Judit Carrera Escudé (Barcelona, 1974) és una politòloga, gestora i promotora cultural catalana. Des de 2018 és la directora del Centre de Cultura Contemporània de Barcelona (CCCB).

## Biografia
Llicenciada en Ciència Política i de l'Administració a la Universitat Autònoma de Barcelona (UAB), va obtenir un Diploma d'Estudis Avançats a l'Escola Doctoral de l'Institut d'Études Politiques de París. A París va treballar a l'Oficina d'Anàlisi i Previsió de la UNESCO, encarregada dels estudis de prospectiva en els àmbits estratègics d'aquest organisme internacional. Posteriorment va treballar al Centre Unesco de Catalunya i al departament de Relacions Internacionals de l'Ajuntament de Barcelona.
Al llarg de la seva extensa carrera ha impulsat projectes europeus i col·laborat amb entitats com la Fundació Open Society, la British Academy, la London School of Economics, el Collège d’Études Mondiales de París, el Círculo de Bellas Artes de Madrid o el PEN Català. Igualment, ha impartit conferències al Bard College (Nova York), la Biennal de Venècia, l'Academia da Arquitectura de Mendrisio (Italia), el Center for Architecture (Nova York), l'École des Hautes Études en Sciences Sociales (París) o el Museu de les civilitzacions d'Europa i de la Mediterrània de Marsella.
Ha col·laborat a la secció Catalunya del diari El País i ha estat columnista al diari Ara.
Actualment és membre del consell editorial de les revistes Public Culture i Barcelona Metròpolis, a més de membre del principal òrgan de govern de l'Institut Barcelona d'Estudis Internacionals.

### CCCB
Entre els anys 2002 i 2018 va ser la cap de debats i conferències del CCCB, així com directora del Premi Europeu de l'Espai Públic Urbà, responsable de l'Arxiu CCCB i directora editorial de les col·leccions Breus i Dixit. De 2011 a 2016 va ser membre del plenari del Consell de Cultura de Barcelona.
Des de l'octubre de 2018 és directora del CCCB, en substitució de Vicenç Villatoro i Lamolla. És la primera dona en accedir al càrrec i la primera en fer-ho per concurs.

## Premis i reconeixements
- 2022 - Premi Chevalier de l'Orde des les Arts i les Lletres. Judit Carrera fou nomenada Chevalier de l'Orde des les Arts i les Lletres, distinció honorífica entregada pel Ministeri de Cultura francès.[8]

- 2022 - Premi Difusió de la Setmana del Llibre en Català. Premi atorgat per la tasca duta a terme com a directora del CCCB, institució des de la qual s'ha impulsat el festival Kosmopolis de literatura catalana, l'organització d'exposicions dedicades al Noucentisme i a la literatura catalana de l'exili, amb mostres dedicades a Pere Calders i Salvador Espriu, a més d'altres projectes relacionats amb l'obra de Maria Mercè Marçal i Montserrat Roig.[9]